# Pseudotomoxia trilineata
Pseudotomoxia trilineata es una especie de coleóptero de la familia Mordellidae.

## Distribución geográfica
Habita en Brasil.